# Kotabu
Kotabu (auch: Entrance island) ist ein Motu des Butaritari-Atolls der pazifischen Inselrepublik Kiribati.

## Geographie
Kotabu ist eine kleine, unbewohnte Insel im Westen der Riffkrone des Butaritari-Atoll. Sie liegt südlich der Insel Tikurere und zusammen mit ihr zwischen den Kanälen North Channel und Central Channel im Norden und dem South Main Channel, die Zugang zur Butaritari Lagoon bieten.
Im südlichen Kanal liegen die Untiefen Ramanaba Drying Coral Head (The Breaker) und Flink Point Reef. Südlich des Kanals liegt Flink Point (Tabononibi/Taboshonnobi Point) auf der namengebenden Hauptinsel Butaritari.